# DJ Shog
Свен Хольгер Грайнер (нем. Sven Holger Greiner; род. 8 ноября 1976, Гамбург, Германия — 15 декабря 2022) — немецкий транс-диджей и музыкальный продюсер.  

## Биография

### Молодость и карьера
В начале 90-х он начал проявлять интерес к диджеингу и предпринимал такие шаги, как посещение частных вечеринок и участие в конкурсах диджеев. Это побудило его регулярно выступать на концертах на севере Германии. Вскоре он запустил серию сборников Technics-DJ-Set на двойных компакт-дисках, в которую вошли компакт-диски, сведенные как им самим, так и некоторыми известными артистами, такими как Cosmic Gate, DuMonde, Talla 2XLC. После восьми месяцев стажировки в Cuepoint Records и Hamburg 1 Свен Грайнер начал первый год обучения продажам аудиовизуальных медиа на EastWest Records в 1998 году. В это время он присоединился к Warner Special Marketing в качестве младшего менеджера по продуктам, а позже был повышен до должности Менеджер по продукту в 1999 году. В 2001 году DJ Shog выпустил свой первый сингл This Is My Sound, который достиг 54 места в немецком чарте синглов и 40 места в британском чарте синглов. Последующий сингл The 2nd Dimension достиг 62-й позиции. Пять других синглов достигли позиций в чартах Германии. Самым успешным стал сингл Another World, продержавшийся в немецких чартах 14 недель и достигший 35-й строчки. В 2005 году DJ Shog вместе со своим другом Торстеном Штенцелем основал музыкальный лейбл 7th Sense Records. Вместе они продюсировали под псевдонимом Mandala Bros. В начале 2006 года DJ Shog выпустил свой первый сольный альбом My Sound. Он продержался в немецких чартах альбомов четыре недели. Его второй альбом 2Faces последовал летом 2007 года. Вместе с продюсерской группой E-Cutz он спродюсировал три трека Summer Sound System (2002), Alive & Kickin (2003) и The Golden 10 (2004) под псевдонимом Nature One Inc. Один . С 2005 года он также выпускал по одному названию для каждой новой компиляции из серии сборников Dream Dance под псевдонимом Dream Dance Alliance. В 2013 году DJ Shog выпустил альбом 10 Years, в котором представлены в основном ремиксы на старые песни. Another World (10 Years) был выпущен как первый сингл. В течение многих лет он также занимался хитами в качестве продюсера, ремиксера и менеджера. Он работал продюсером над альбомом Керстин Отт (Ich muss dir was sagen), ремиксером (под псевдонимом Jonny Nevs и DJ Echolot) для Мишель, Вольфганга Петри, Modern Talking, Wolkenfrei, Нормана Лангена и многим другим.

### Смерть
О смерти Свена Грайнера стало известно 16 декабря 2022 года, когда его коллега-продюсер Пьер Пиенаар объявил:
«Опечален известием о кончине DJ Shog Official. Свен оказал на меня огромное влияние, когда я рос, и для него было честью поддерживать мою музыку на протяжении многих лет и включать ее в свои сборники Dream Dance. Мои соболезнования его друзьям и семье».
Точная причина смерти пока не сообщается по просьбе семьи и друга о конфиденциальности.

## Дискография

### Студийные альбомы
| 6 января 2006   | My Sound | 55 |
| 24 августа 2007 | 2Faces   | 94 |

### Совместные альбомы
| 9 января 2009   | Dolphin’s Dream | 76 |
| 30 декабря 2011 | Dolphin’s Dream | —  |

### Сборники
| 11 января 2013 | 10 Years | — |

### Мини-альбомы
| 23 апреля 2021 | Lost Classics | — |